# Paracanthonchus tyrrhenicus
Paracanthonchus tyrrhenicus is een rondwormensoort uit de familie van de Cyatholaimidae. De wetenschappelijke naam van de soort is voor het eerst geldig gepubliceerd in 1949 door Brunetti.